# Estación de Pragal
La Estación Ferroviária de Pragal, igualmente conocida como Estación de Pragal, es una plataforma de la Línea del Sur, que sirve a la localidad de Pragal, en el ayuntamiento de Almada, en Portugal.

## Descripción

### Vías y plataformas
En enero de 2011, contaba con cuatro vías de circulación, con 381, 323, 327 y 480 metros de longitud; las plataformas tenían 304 y 226 metros de extensión, mostrado todas noventa centímetros de altura.

### Localización y accesos
Esta plataforma se encuentra junto a la Avenida Jorge Peixinho, en la localidad de Pragal.

## Historia
Esta estación entró en servicio el 30 de julio de 1999.